# Max Meckel
Max Meckel (nombre completo: Maximilian Emanuel Franz Meckel) fue un arquitecto alemán. Nació el 28 de noviembre de 1847 en Dahlen —en aquel entonces localidad independiente— en el oeste de Mönchengladbach, Renania del Norte-Westfalia, y murió el 24 de diciembre de 1910 en Friburgo de Brisgovia, Baden-Wurtemberg.
Entre 1865 y 1868 siguió un aprendizaje como albañil y cantero en el estudio del maestro de obras de la catedral de Colonia, el arquitecto Vincenz Statz, un primo de su madre.Su obra arquitectónica comprende más de 157 obras y proyectos, 100 de ellos son edificios religiosos católicos.A partir de 1900 hasta su muerte en 1910 tuvo un despacho de arquitectura en copropiedad con su hijo, el arquitecto Carl Anton Meckel.